# Собственный Его Величества королевский полк
Собственный Его Величества королевский полк (ланкастерский) (англ. King's Own Royal Regiment (Lancaster)) — пехотный полк Британской армии, набранный в 1680 году для службы в Танжере, и сначала называвшийся 2-й Танжерский полк. В 1684 году его вернули в Англию и назвали Её Королевского Величества герцогини Йоркской и Олбани пехотный полк (Her Royal Highness the Duchess of York and Albany's Regiment of Foot), а в 1685 переименовали в Её Величества пехотный полк (Queen's Regiment of Foot). В 1714 году он стал Собственный Его Величества полк (The Kings Own Regiment), а после реформы 1751 года превратился в 4-й пехотный полк. Полк прошёл несколько сражений Американской войны за независимость, сражался в Испании во время Наполеоновский войн, вернулся в Америку в годы англо-американской войны, а в 1815 году участвовал в сражении при Ватерлоо. В 1881 году в ходе реформ Чайлдерса он не изменился структурно, но сменил название на Собственный Его Величества (королевский ланкастерский) полк (King's Own (Royal Lancaster Regiment)). Он прошёл обе мировых войны, а в 1959 году был объединён с Пограничным полком в Собственный Его Величества королевский пограничный полк.

## Наименования полка
- 2-й танжерский полк (2nd Tangier Regiment)
- Герцогини Йоркской и Олбани пехотный полк (The Duchess of York and Albany's Regiment of Foot)
- Её Величества пехотный полк (The Queen's Regiment of Foot)
- Графа Плимутского пехотный полк (The Earl of Plymouth's Regiment of Foot)
- 4-й (собственный Его Величества) пехотный полк (The 4th (King's Own) Regiment of Foot)
- Собственный Его Величества (королевский ланкастерский) полк (The King's Own (Royal Lancaster) Regiment)
- Собственный Его Величества королевский полк (ланкастерский) (The King's Own Royal Regiment (Lancaster))